# KEXP-FM
A KEXP-FM (korábban KCMU) a 90,3 MHz-en sugárzó, indie tematikájú ultrarövidhullámú rádióadó Seattle-ben, amelyet a Washingtoni Egyetem tulajdonában álló Friends of KEXP nonprofit szervezet üzemeltet. Stúdiói a Seattle Centerben, átjátszói Capitol Hill városrészben vannak. 2024. március 19-én a KEXC átjátszón keresztül a Kalifornia állambeli Alamedából a San Francisco Bay Area területén is sugároz.
Zenei kínálata hétköznapokon túlnyomórészt alternatív rockból áll, de hétvégén hiphopot, afrobeatet, ambientet, alternatív countryt, valamint latin és világzenét is sugároz, emellett számos élő műsora is van. Online is hallgatható, emellett YouTube-csatornája is van.
Az 1972-ben KCMU néven alapított csatorna hamar ismertté vált a régió zenei ízlését befolyásoló kínálata miatt; az 1980-as években itt játszottak először grunge-ot (például Nirvanát és Soundgardent). Miután 2001-ben partnerségre léptek az Experience Music Projecttel (ma Museum of Pop Culture), az internetes streamingnek és a webes jelenlétnek köszönhetően nemzetközi hallgatósága is lett. 2014-től a függetlenség megőrzése érdekében a Friends of KEXP üzemelteti, és szponzorációból tartják fenn.

## Története

### Kezdetek

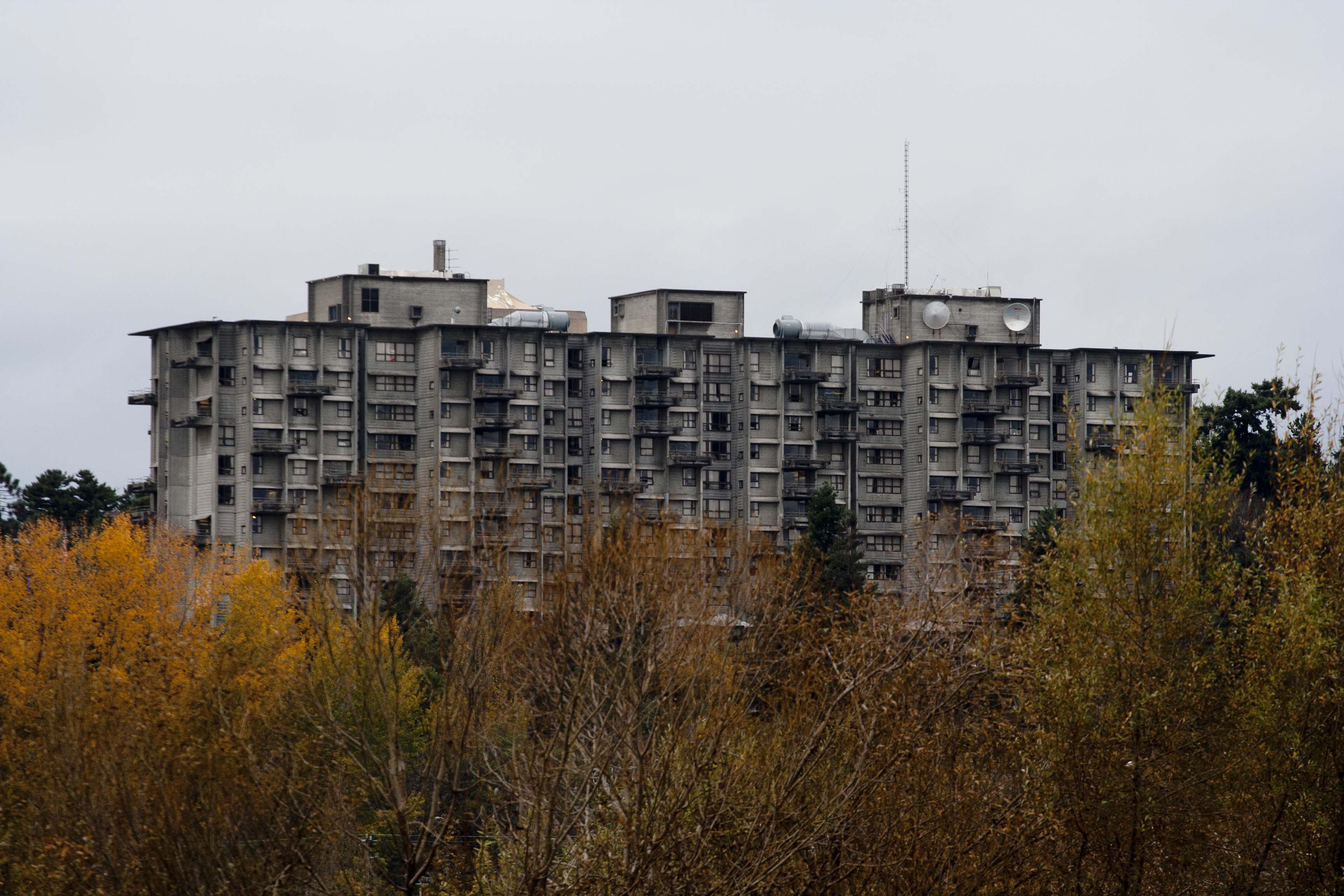
A McMahon épület, az antennák eredeti helyszíne

A Washingtoni Egyetem rádiós befolyása a KUOW-FM 1952-es elindításával kezdődött (az adó 1958-ban frekvenciát váltott). A kommunikáció szakos hallgatók gyakorlatát bonyolító csatorna a források csökkenése miatt az 1970-es években egyre inkább a profi műsorszórás felé mozdult el, és a tanulói hozzájárulás mértéke csökkent. 1970-ben hallgatók egy csoportja elfoglalta a KUOW-ot és ideiglenesen a Szabad Seattle Rádió nevű csoport kezébe adták. John Kean, Cliff Noonan, Victoria „Tory” Fiedler és Brent Wilcox hallgatók egy második hallgatói rádió elindítását tervezték; Nooan szerint az egy rádió és egy újság (The Daily of the University of Washington) nem elég, valamint például a San Franciscó-i egyetemen is bővebb a kínálat. Pályázatot nyújtottak be az igazgatótanácshoz, akik azzal a feltétellel támogatták, hogy frekvenciaengedélyt szereznek az FCC-től. 1971. július 13-án a 90,5 MHz-re szóló pályázatot nyújtottak be.
Október 5-én az engedélyt megkapták, és az igazgatótanács elfogadta a KPMG („Professional Media Group”, Szakmai médiacsoport) terveit. A hallgatók több régi rádiós felszerelést (például a KNHC adóját) megszereztek, emellett az egyetemtől 2500 dollár támogatást kaptak. A stúdiót a kommunikációs épület harmadik emeletén rendezték be, az antennát pedig a McMahon épület tetején helyezték el; a két létesítmény között egy átalakított telefonvonal biztosította. A sugárzás 1972. május 10-én indult; részben hírekből, részben blueszenéből állt, de politikai eseményekre is küldtek tudósítókat. Beszámoltak az egyetem hivatalos médiapartnere, a KIRO által nem érintett sportmérkőzésekről is (például női kosárlabda). Korlátozott adóteljesítménye miatt kevés hallgatója volt; egy 2007-es cikk szerint „alig ért el a The Ave-ig [University Way Northeast]”, Seattle University District városrészének központjáig, ezért átszervezésbe kezdtek. Az 1970-es években több műsorvezetőjük (például Steve Pool) is a kereskedelmi rádiózásban kapott állást.
Miután az FCC a kis teljesítményű csatornák adóteljesítményének növelését szorgalmazta, 1980-ban a tíz wattos teljesítmény 182 wattra növelését kezdeményezték; az ötezer dollárból megvalósult beruházás mellett 1982-től sztereóban sugároznak. Ekkoriban délután háromtól éjfélig, majd a KZAM műsorrendváltozását követően egész nap új hullámos zenét sugároztak.
A rétegzene sugárzása és a műszaki beruházások miatt a kommunikációs intézet nem finanszírozta tovább az adót; az 1981–1982-es tanévben érkező nagyobb támogatást követően adománygyűjtésbe kezdtek. A hangmérnöki és könyvelési feladatokat továbbra is a KUOW látta el, de a további működést hallgatói adományok biztosították. Óránként öt percben beolvasták az újságírói intézet hallgatóinak híreit. 1982-ben kereskedelmi vetélytársat kaptak, miután a KJET is új hullámos zenét kezdett sugározni.

### „Seattle hangja”

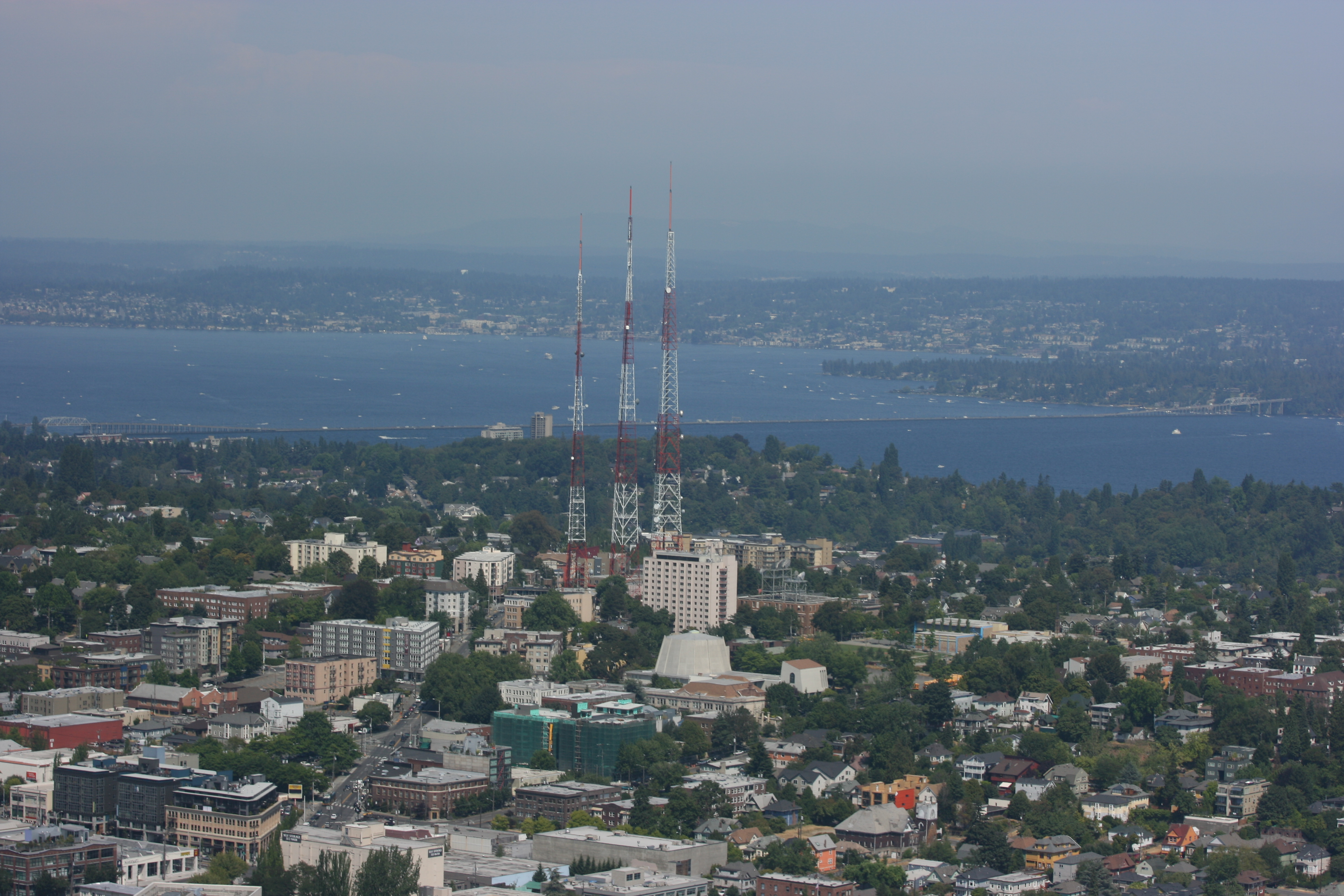
Antennák Capitol Hillben

Az 1980-as években a KCMU volt a később grunge-ként ismertté vált zenei stílus központja; az 1980-as években a „helyi szcénával különösen szimpatizáló” Faith Henschel zenei igazgató kötelezővé tette, hogy óránként legalább egyszer helyi előadó általi zenét játsszanak. 1985 végén Chris Knab, a San Franciscó-i Aquarius Records kiadó korábbi tulajdonosa és a 415 Records alapítója lett a KCMU csatornaigazgatója. 1986-ban a Rolling Stone az adót több társa mellett „ízlésformálónak” nevezte. Jonathan Poneman és Bruce Pavitt stúdióbeli találkozása vezetett a Sub Pop kiadó megalapításához; 2011-ben a Billboardban Poneman leírta, hogy életének „nagy fordulata” volt a KCMU lemezlovasaként töltött idő. A KCMU és vetélytársa, a KJET nagy szerepet játszott a helyi előadók népszerűsítésében, mivel a seattle-i koncertipar a város szigorú alkoholtörvényei miatt satnya volt. 1987-ben a KCMU teljesítményét a Capitol Hillbe költöztetett antennával négyszáz wattra növelték.
Mark Arm, a Green River és a Mudhoney későbbi frontembere egy ideig a Terry épületben lakott, Kim Thayil pedig Pavittet követve került Seattle-be; a Washingtoni Egyetemen filozófiai diplomát szerzett, emellett együttesét, a Soundgardent a KCMU mutatta be először. Henschel „Bands That Will Make You Money” (Együttesek, akikkel pénzt kereshetsz) címmel kétkazettás válogatást készített és több kiadónak is elküldte, a Soundgardent így szerződtette az A&M Records. Charles R. Cross, a The Rocket magazin szerkesztője szerint „aki az 1980-as években műsoridőhöz jutott, munkát kapott a zeneiparban”. 1988-ban Kurt Cobain átnyújtotta első szólólemeze, a Love Buzz felvételét; a rádió csak azután játszotta le, hogy egy benzinkúti nyilvános telefonról felhívta őket. A KJET stílusváltásával a KCMU lett a térség egyetlen alternatív zenei rádiója.
Ugyan főleg a grunge miatt lett ismert, ebben az időben afrikai zenét és bluest is játszottak, emellett vasárnap éjszakai Rap Attack című műsoruk játszotta a városban elsőként Ice-T, Eazy-E és az N.W.A zenéjét. Az 1990-es évek végén a műsor neve Nasty-Nes és Marcus „Kutfather” Tufono vezetésével Street Soundsra változott.
1992-re költségvetése húszezerről 180 ezer dollárra nőtt, emellett hallgatói elérése és fizetett munkatársainak száma is emelkedett.

### Az 1990-es évek változásai
1992-ben a kereskedelmi rádiózás irányába való elmozdulás érdekében kilenc önkéntes lemezlovast elbocsátottak és két kereskedelmi rádióműsort (a WXPN World Cafe és a The Christian Science Monitor Monitoradio programjait) is átvettek. A döntés a hallgatók haragját váltotta ki és CURSE néven („Censorship Undermines Radio Station Ethics”, A cenzúra aláássa a rádiós etikát) tiltakozni kezdtek a változtatás és annak egyoldalú bevezetése ellen. Miután Dick Burton önkéntes hírolvasó egy műsorblokkban a döntésről beszélt, a rádióval szembeni kritikákkal kapcsolatos szabályokra hivatkozva kirúgták és az összes többi önkéntes hírolvasót felfüggesztették. Válaszul az összes hírolvasó és Riz Rollins lemezlovas is lemondtak, emellett a CURSE az adományok felfüggesztésére biztatott. Poneman szerint Knab zenei igazgató és a fizetett munkatársak a rádióból egy „könnyűzenei rockrádiót, egy gyermek-NPR-t akarnak csinálni”. Több kiadó (a Sub Pop, a Capitol Records és a C/Z Records is felfüggesztette a rádióval való együttműködést. A Billboard címlapján a KCMU-t a legbefolyásosabb nem kereskedelmi adónak nevezte. Knab később döntését az egyetem felőli elvárásokkal indokolta.
Hajnali egy és reggel hat óra között a műsorsugárzást felfüggesztették. Miután három hallgató és tizenegy egykori munkatárs azt állította, hogy indokolatlanul bocsátották el őket, és ezzel a Washingtoni Egyetem, egy állami szervezet az alkotmány első kiegészítésének megsértésével csorbította a szólásszabadsághoz való jogukat, a washingtoni kerületi bíróságon Knab és Wayne Roth műsorszórási igazgató ellen per indult. Két hónapon belül huszonkét önkéntes távozott a csatornától.
1994-ben Thomas Samuel Zilly szövetségi bíró az Aldrich v. Knab ügyben úgy döntött, hogy a kritika megtiltása ellentétes az alkotmánnyal, emellett kötelezte a rádiót, hogy a 11 munkatársból hatot helyezzenek újra állományba; az exdolgozók ezt elutasították. Ekkorra az indulatok elmúltak; a World Café adását hétvégére időzítették és az egyetem húszezer dollár rendkívüli támogatást nyújtott. Miután a CURSE tevékenysége jelentéktelenné vált, a hallgatók és egyes kiadók is visszatértek; a rádió a Rolling Stone szerint „olyan lett, mint a régi KCMU”. Egy 2020-as cikkben Christopher Cwynar kifejtette, hogy a CURSE tevékenysége az akkori változásokkal (a triple-A rádiós formátum kialakulása és a kereskedelmivé válás igénye) ment szembe.
1996-ban megszűnt a délután hat órai hírblokk, mivel az a KUOW-éval és a KBCS-ével megegyezett. Három teljes munkaidős lemezlovast is felvettek, ezzel ez lett az első alkalom, hogy az élő műsor munkatársai egybefüggő időtartamban fizetést kapnak (az utolsó önkéntes DJ-t 1997-ben kirúgták). John Richards és Cheryl Waters az 1990-es évek elejétől a rádió munkatársai voltak és szerepet játszottak a 2010-es évek profilváltásában.
Az 1990-es években egyesek azt találgatták, hogy a KCMU-t és a KUOW-ot összevonják a tacomai KPLU-val. A tantermek számának növelése érdekében a KCMU-t kiköltöztették addigi stúdiójából, emellett a két egyetemi rádió vezetését összevonták és a két csatornát a campus internetes gerinchálózatát biztosító C&C épületbe költöztették. Emellett a Paul Allen (a Microsoft alapítója) és Jon Kertzer (a KCMU egyik szponzora) által finanszírozott Experience Music Projecttel (ma Museum of Pop Culture) való együttműködés is felmerült. 2016-ban Don Yates zenei igazgató a C&C-be költözést a műszaki szempontból legjobb döntésnek nevezte.
2000-ben a KCMU-t a Kane épületbe költöztették és a világon elsőként 128 kilobit per másodperc bitrátájú, MP3 formátumú online streamet indítottak.

### Bővülés
2001. március 29-én az Experience Music Projecttel való együttműködés keretében a rádió a KZOK egykori Dexter Avenue-i stúdiójába költözött és hívójele KEXP-re módosult, illetve adóteljesítménye 720 wattra nőtt. Az Allen Alapítvány négy év alatt hatszázezer dollár támogatást biztosított; ezzel kapcsolatban többen aggodalmukat fejtették ki, mivel Allennek Portlandben már két rádiója is volt, emellett kérdésessé vált a hallgatói adományok szükségessége. Mivel az egyetem hallgatói többé nem vettek részt a rádió életében, az Associated Students of the University of Washington 2003-ban Rainy Dawg Radio néven online adót indított. Cwynar szerint a csatorna profilja „az egyetemen működő közösségi műsorszolgáltatóéról a közösségi finanszírozású zenei élményszolgáltatójára” változott. Egykori hívójelét később a kaliforniai KCMU-LP kapta meg, melynek tulajdonosa egykor szintén a seattle-i adó munkatársa volt.
A következő években bevétele jelentősen nőtt; 2002-ben költségvetésének 52%-a az Allen Alapítványtól származott, de 2006-ban már önfenntartó volt. 2001-ben az egyetem mérnökei kifejlesztettek egy CD-lejátszót, amely képes az internetes streamekből kinyerni a dalok metaadatait, ezáltal valós idejű lejátszási listát létrehozni. 2002-től az elmúlt két hét, majd később a stúdióbeli fellépések műsora is elérhetővé vált. 2004–2005-ben online hallgatottsága 26 ezerről ötvenezer főre nőtt és Tokióból, illetve a Déli-sarkról is hallgatták.
2001-től átveszi a National Public Radio lejátszási listáját; az évben elfogadott CARP értelmében az internetes szolgáltatóknak dalonként 14 cent jogdíjat kellene fizetniük, de a partnerkapcsolat miatt ez alól mentesülnek.
2004-ben a Public Radio Capital ötmillió dollárért megvásárolta a KBTC-t, a Bates Műszaki Főiskola rádióját, majd frekvenciáján az Experience Music Project KXOT hívójel alatt a KEXP műsorát továbbította Tacomába. Az együttműködés 2004 végére a csőd szélére sodorta a KEXP-et, és a Seattle Weekly 2005-ös cikke szerint több munkatárs is ellenezte a tranzakciót. 2006 márciusában az EMP úgy döntött, hogy nem finanszírozza tovább a KEXP veszteségeit, ezzel a KXOT is megszűnt; ugyanezen évben adóteljesítménye 4700 wattra nőtt.

#### Együttműködés a WNYE-vel
Az internetes streaming legnagyobb piaca New York volt; 2007 augusztusában az ottani városvezetés megkereste a KEXP-et, hogy lépjenek partnerkapcsolatba rádiójukkal, a WNYE-vel. A döntés segítene, hogy utóbbi adó szűkös költségvetése ellenére hallgatókat szerezhessen; heti 39 órában „Radio Liberation” név alatt a KEXP műsorát továbbítanák.
2008. március 24-én John Richards reggeli műsora mindkét adón hallható volt; a Wake Up, Music That Matters és Mo’Glo csak a WNYE számára készült, a KEXP-en nem sugározták. A tervek szerint Richards 2008 júniusában többször is New Yorkból jelentkezett volna be.
Az együttműködés soha nem lett sikeres; egyrészt a KEXP New York-i célközönsége eleve a streaminget hallgatta, másrészt a 2008-ban kirobbant gazdasági világválság miatt a kihelyezett műszaki személyzetet elbocsátották. 2011. január 1-jétől a WNYE a Radio Liberation helyett a WFUV triple-A formátumú műsorát sugározta.

### A Seattle Centerbe költözés

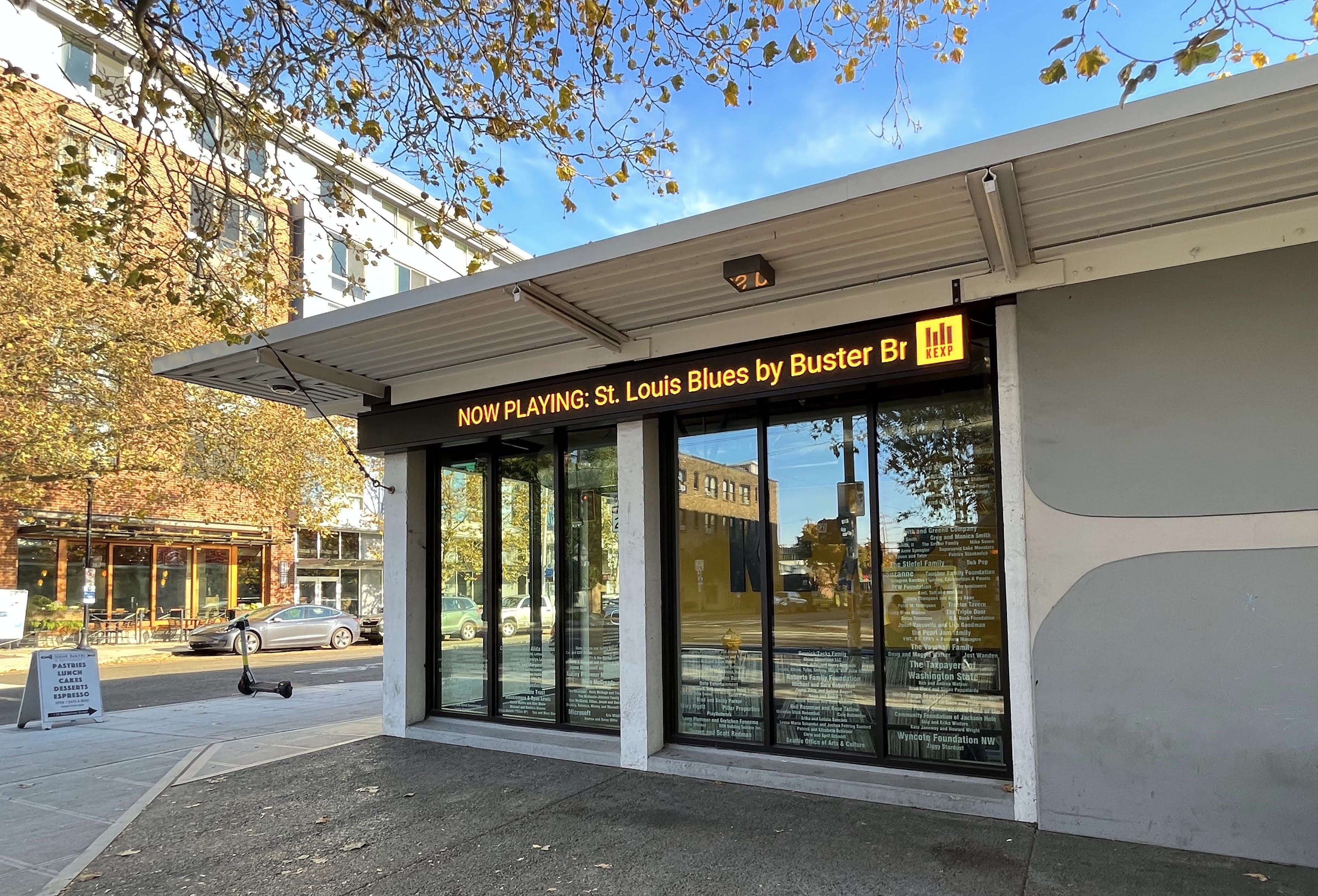
A Seattle Center-beli stúdió az 1. sugárút felől

2011-ben a Seattle Centerbe költöztek; ez a tágasabb hely mellett lehetővé tegye, hogy a stúdiófellépéseket érdeklődők is látogathassák. A tizenötmillió dolláros beruházást annak végleges elkészülte előtt nem sokkal Mike McCready, a Pearl Jam gitárosa nyitotta meg, valamint a munkatársak egy csoportja felvonult a Dexter Avenue-n. Ekkoriban hallgatóságuk heti 206 ezer fő volt (ennek egynegyede online).
2014-ben az egyetem javaslatára a Friends of KEXP nonprofit szervezet négymillió dollárért megvásárolta a csatornát; ebből négyszázezer dollárt egy évnyi reklámsugárzásból, a fennmaradó összeget pedig egy több mint tíz évre szóló hirdetési szerződéssel finanszírozták.
2018-ban egy „Suzanne” nevű szponzor az oktatásfejlesztés és a zenészek bevonása céljára közel tízmillió dollárt adományozottSablon:Jegyze (ekkor közölték, hogy jogilag készen állnak ezek fogadására); ugyanezen évben a Seattle Kraken jégkorongcsapat hivatalos zenei partnere lettek.

### A Covid19 alatt és után
A Covid19-pandémia miatti leépítések és a költségvetés csökkenése mellett a kereskedelmi bevételek elapadása miatt a rádió 2020-ban adományokra volt kénytelen támaszkodni. Miután többségében online hallgatták őket, a koncerthelyszínek pedig bezártak, a műsorvezetők otthonról dolgoztak, valamint elindult a „Live on KEXP at Home”, melynek keretében előre rögzített felvételeket játszottak, az előadókkal pedig távolról beszélgettek.
A George Floyd halála miatti tüntetések alatt a zenei és személyzeti sokszínűséget is növelték; több lemezlovast vezető pozícióba léptettek elő, és a korábban Richards, Cheryl Waters és Kevin Cole által uralt nappali műsorsávba színes bőrűek műsorát is felvették. A Tableau Software 2019-es jelentése szerint korábban a rádió által játszott 25 legnépszerűbb előadó közül 24 fehér bőrű volt.
Tom Mara, a KCMU és a KUOW vezérigazgatója 31 év után, 2022. június 30-án bejelentette nyugdíjba vonulását. 2020-ra a rádió éves bevétele 12,5 millió dollárra, 2019 és 2022 között pedig értékelése 1,1-ről 3,7-re nőtt. A csatorna új vezetője Ethan Raup korábbi operatív igazgató lett, Mara pedig a nyugdíjba vonulás helyett elvállalta a Seattle-i Nemzetközi Filmfesztivál vezetését.
2022-ben ünnepelték fennállásuk ötvenedik évfordulóját; a KEXP’50 programsorozat keretében a rádióban koncerteket rendeztek, a megelőző időben pedig minden héten a rádió egy-egy évére visszaemlékező zenét játszottak. 2023-ban bejelentették, hogy szeptembertől több műsoruk megszűnik, zenei kínálatukba pedig ázsiai és őslakos előadókat is felvesznek.

### Terjeszkedés San Franciscóban
2023 októberében a Friends of KEXP egy árverésen 3,75 millió dollárért megvásárolta az alamedai KREV adót; a tranzakciót a Suzanne tízmilliós adománya után létesített pénzügyi alapból finanszírozták. Az igazgatóság az első néhány évben már nyereséget remélt. A tervek szerint a KREV a KEXP átjátszóadójaként szolgálna, emellett az Audioasis műsorban San Francisco környéki előadók zenéjét játszaná; ez végül Vinelands néven indult el, műsorvezetői a KQED-FM stúdiójában ülő Kelley Stoltz és Gabriel Lopez lettek. Az adó egy hetes tesztüzemet követően 2024. március 19-én indult újra.

## Műsorok
A csatornának napi öt állandó műsora van: Early (5–7 óra közt), The Morning Show (7–10 óra közt), The Midday Show (10–13 óra közt), The Afternoon Show (13–16 óra közt) és Drive Time (16–19 óra közt). 2020 óta a sokszínűség növelése érdekében a fő kínálattól eltérő alternatív és indie zenei programokat is sugároz:
- Astral Plane: pszichedelikus zene
- Audioasis/Vinelands: helyi előadók zenéi; a KEXP-n előbbi, míg a KEXC-n utóbbi[93][97]
- The Continent: afrikai zene, afrobeat
- Eastern Echoes: ázsiai és a helyi ázsiaiak által előadott zene
- El Sonido: latin zene (főképp alternatív)
- Mechanical Breakdown: dark wave és post-punk
- Positive Vibrations: ska, roots reggae és egyéb jamaicai zene
- The Roadhouse: americana, blues és egyéb amerikai népzene
- Street Sounds: hiphop
- Wo’ Pop: világzene

2007 óta YouTube-csatornájukon koncertjeiket élőben közvetítik; míg ultrarövidhullámon hetente 180 ezren hallgatják őket, a YouTube-csatornának több mint hárommillió feliratkozója van és a megtekintések háromnegyede az országon kívülről érkezik. Külföldi zenei fesztiválokról (például Iceland Airwaves és Rencontres Trans Musicales is bejelentkeztek. Kevin Cole tartalomfelelős szerint az Of Monsters and Men kezdeti sikereit a reykjavíki közvetítésüknek köszönheti.

## Gathering Space

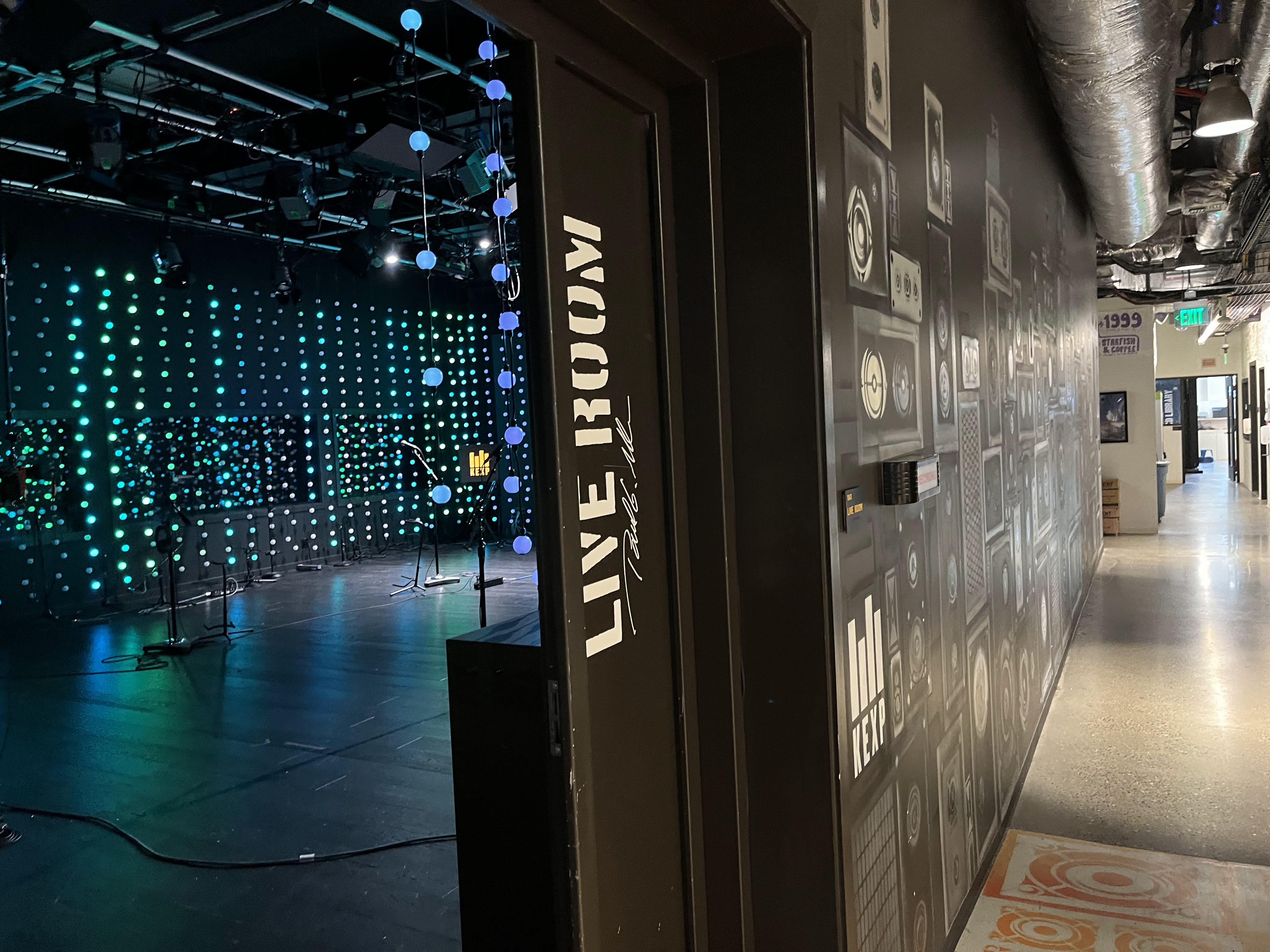
A Gathering Space koncertterme

A Seattle Center északnyugati részén, a Republican Street és a 1st Avenue North csomópontjában Gathering Space néven 2015 decemberében közösségi tér nyílt. Az új épület a korábbinál négyszer nagyobb alapterületű, és galéria, valamint a zenészek számára zuhanyzók is vannak benne.
A koncertterem mellett 75 férőhelyes nézőtér található, emellett a videós podcasteket is innen sugározzák. A Microsoft által adományozott fényfüzérek megvilágítása az irányítóteremben található három Kinect segítségével a zenészek mozgásának megfelelően változik. A háttér az egykori Dexter Avenue-i stúdióra, a megvilágítás pedig az NPR Tiny Desk Concerts műsoráéra emlékeztet.
A kávézót kezdetben a seattle-i La Marzocco működtette, majd 2021-től a Caffé Vita Coffee Roasting Company üzemelteti.
2022-ben a KEXP mellett négy szervezet a Sound Transithoz fordult, mivel a Link könnyűvasút meghosszabbításával a leendő megálló közvetlen a stúdió északi fala mellett lenne, emellett öt évre el kellene költözniük. Ugyan a város a Mercer utcai alternatív nyomvonal mellett tett javaslatot, a közlekedési ügynökség 2023. március 23-án helyben hagyta az eredeti terveket.

## Fordítás
- Ez a szócikk részben vagy egészben  a   KEXP-FM című angol Wikipédia-szócikk ezen változatának fordításán alapul.  Az eredeti cikk szerkesztőit annak laptörténete sorolja fel. Ez a jelzés csupán a megfogalmazás eredetét és a szerzői jogokat jelzi, nem szolgál a cikkben szereplő információk forrásmegjelöléseként.